# Wheeler
Wheeler ima več pomenov.

## Osebnosti
- Alison Wheeler (*1972), britanska pevka.
- Alwyne Wheeler, britanski ihtiolog.
- Anne Wheeler (*1946), kanadska filmska in televizijska režiserka.
- David John Wheeler (1927—2004), angleški računalnikar.
- Earle Gilmore »Bus« Wheeler (1908—1975), ameriški general (KOV ZDA).
- Francis Wheeler.
- George Montague Wheeler (1842—?), ameriški raziskovalec in kartograf.
- Harold Wheeler (*1943), ameriški skladatelj, dirigent, glasbeni producent, aranžer in glasbeni režiser.
- sir Hugh Wheeler (1789—1857), angleški generalmajor.
- Hugh Callingham Wheeler (1912—1987), angleško-ameriški dramatik, scenarist, libretist, pesnik in prevajalec.
- John Archibald Wheeler (1911—2008), ameriški fizik in kozmolog.
- John Wheeler, igralec.
- sir John Wheeler-Bennett (1902—1975), angleški zgodovinar.
- Johnny Wheeler, angleški nogometaš, Liverpool F.C.
- Nick Wheeler (*1982), ameriški rock pevec in glasbenik.
- sir Robert Eric Mortimer Wheeler (1890—1976), angleški arheolog in brigadir.
- Timothy »Tim« Wheeler (*1977), severnoirski pevec in kitarist, vodja skupine Ash.
- William Wheeler, rudar.
- William »Bill« Wheeler, ameriški umetnik.
- William Morton Wheeler (1865—1937), ameriški entomolog in mirmekolog.

## Kraji in mesta
- Wheeler, Illinois
- Wheeler, New York
- Wheeler, Oregon
- Wheeler, Teksas
- Wheeler, Wisconsin

## Okrožja
- Okrožje Wheeler, Georgia
- Okrožje Wheeler, Nebraska
- Okrožje Wheeler, Teksas

## Vojaštvo
- Wheeler Army Airfield - letališče Kopenske vojske ZDA na Havajih
- Wheeler-Sack Army Airfield - letališče Kopenske vojske ZDA v Fort Drumu, New York